# Kayf Tara
Kayf Tara, född 18 mars 1994, död 8 december 2022, var ett engelskt fullblod, som efter tävlingskarriären även blev en betydelsefull avelshingst.

## Bakgrund
Kayf Tara var en brun hingst efter Sadler's Wells och under Colorspin (efter High Top). Han föddes upp av Meon Valley Stud och ägdes av Sheikh Ahmed Al Maktoum och senare av Godolphin Stables. Han tränades under tävlingskarriären av Michael Stoute och senare av Saeed bin Suroor.

## Karriär
Kayf Tara tävlade mellan 1997 och 2000 2012 och sprang in 644 235 pund på 15 starter, varav 10 segrar, 1 andraplats och 2 tredjeplatser. Han tog karriärens största segrar i Ascot Gold Cup (1998, 2000), Irish St. Leger (1998, 1999), Prix Kergorlay (1999), Goodwood Cup (1999), Prix Vicomtesse Vigier (1999) och Yorkshire Cup (2000).
Kayf Tara fick utmärkelsen Cartier European Top Stayer tre år i följd, mellan 1998 och 2000.

### Som avelshingst
Efter tävlingskarriären stallades Kayf Tara upp som avelshingst på Overbury Stud i Overbury i Worcestershire. Han fick stor framgång som avelshingst för National Huntlöpning. Han blev far till bland annat Planet of Sound (Punchestown Gold Cup), Blaklion (RSA Chase), Thistlecrack, Special Tiara, Tea For Two (Feltham Novices' Chase), Ballyandy (Champion Bumper), Identity Thief (Liverpool Hurdle, Fighting Fifth Hurdle) och Carruthers (Hennessy Gold Cup).

### Död
Kayf Tara avled den 8 december 2022 på Overbury Stud. Han blev 28 år gammal.

## Stamtavla
| Efter Sadler's Wells | Northern Dancer | Nearctic     | Nearco                   |
| Efter Sadler's Wells | Northern Dancer | Nearctic     | Lady Angela              |
| Efter Sadler's Wells | Northern Dancer | Natalma      | Native Dancer            |
| Efter Sadler's Wells | Northern Dancer | Natalma      | Almahmoud                |
| Efter Sadler's Wells | Fairy Bridge    | Bold Reason  | Hail to Reason           |
| Efter Sadler's Wells | Fairy Bridge    | Bold Reason  | Lalun                    |
| Efter Sadler's Wells | Fairy Bridge    | Special      | Forli                    |
| Efter Sadler's Wells | Fairy Bridge    | Special      | Thong                    |
| Undan Colorspin      | High Top        | Derring-Do   | Darius                   |
| Undan Colorspin      | High Top        | Derring-Do   | Sipsey Bridge            |
| Undan Colorspin      | High Top        | Camenae      | Vimy                     |
| Undan Colorspin      | High Top        | Camenae      | Madrilene                |
| Undan Colorspin      | Reprocolor      | Jimmy Reppin | Midsummer Night          |
| Undan Colorspin      | Reprocolor      | Jimmy Reppin | Sweet Molly              |
| Undan Colorspin      | Reprocolor      | Blue Queen   | Majority Blue            |
| Undan Colorspin      | Reprocolor      | Blue Queen   | Hill Queen (family 13-e) |